# 발흐
박트라(Bactra)로 잘 알려져 있는 발흐(페르시아어: بلخ)는 한때 세계의 주요 도시였지만 몽골에 의해 완전히 파괴되었다.
오늘날 그곳은 북 아프가니스탄의 발흐 주의 주도 마자레 샤리프에서 북서쪽으로 20km 떨어진 작은 마을이다.
그리고 아무다리야강 즉 고대의 옥수스강에서 남쪽으로 74km 떨어져 있다. 그 지류가 이전에는 발흐를 지나 흘렀다.
발흐는 호라산의 주요 도시 중의 하나였다. 그것은 동페르시아의 페르시아어 지역에 위치하였다.
고대도시 발흐는 오늘날 아프가니스탄에서 최고 오래된 장소이며 베다 이름 바크리외 관련되어 있고 후에 그리스인들에게 박트라가 되었다가 그들이 박트리아의 이름이 주었다.
그곳은 박트리아 또는 타카리스탄의 중심이며 수도로 널리 알려져 있다.
발흐는 이제 대부분 집단 유적이며 계절에 따라 흐르는 발흐 강의 오른쪽 제방에서 약 12km 떨어져 있으며 해발고도는 365m이다.

## 발흐의 역사

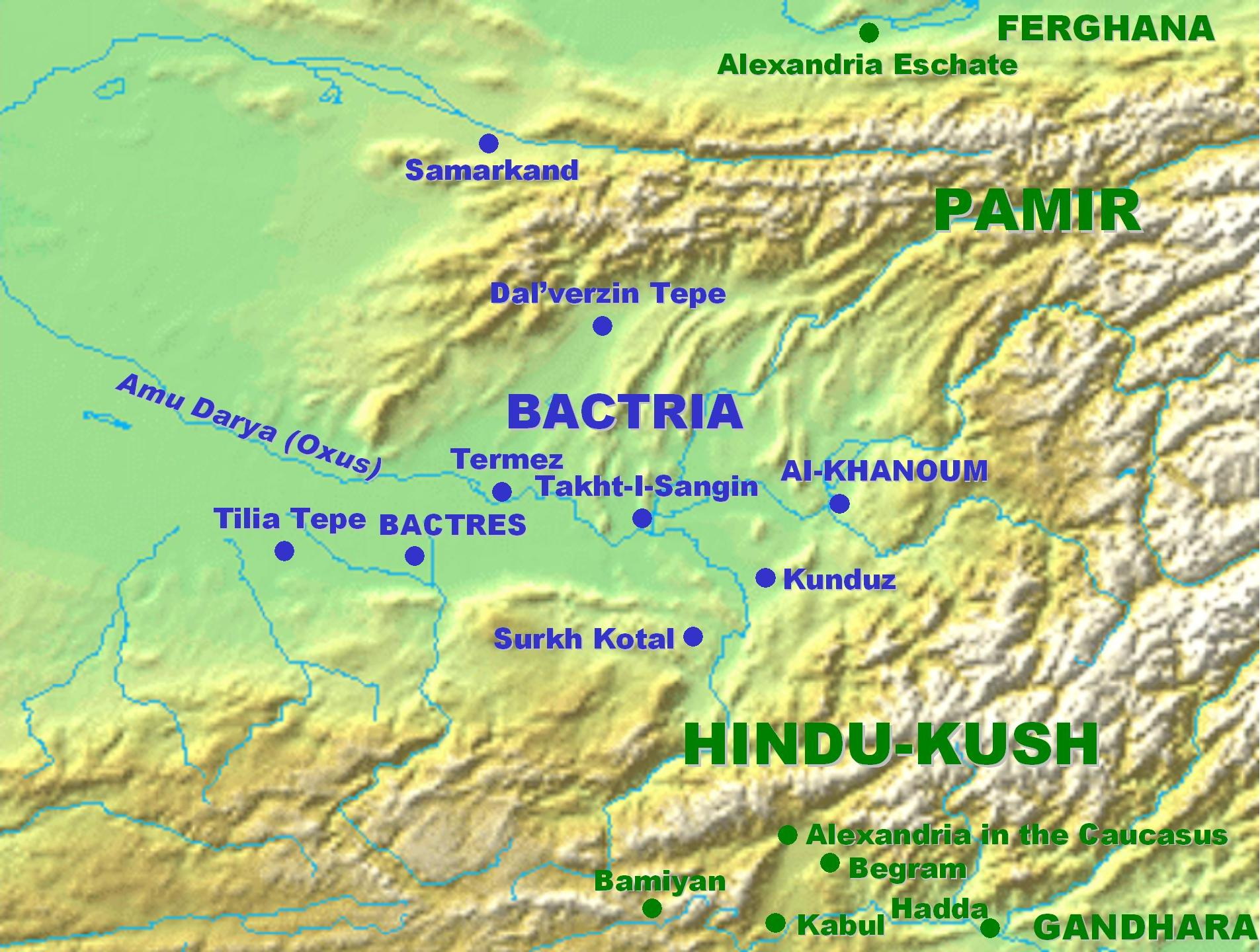
발흐를 보이는 지도 여기에서는 Bactres 라 표시되어있으며 박트리아의 수도였다.

발흐는 지역의 가장 고대의 도시 중의 하나이며 기원전 200년에서 1500년 사이에 인도-이란인이 아무다리야강의 북쪽에서 옮겨온 첫 도시라고 고려된다.
아랍은 그것을 움 알-벨라아드 또는 모도시라 불렀다. 그것은 그 곳의 오랜 고대 역사를 말해준다.
기후 변화는 고대로부터 사막화를 유발하였는데 고대에는 지역이 매우 비옥하였다.
고대의 지역의 위대함은 나라의 인구에 의해 인식되었다. 그곳은 조로아스터의 탄생의 장소였으며 묻힌 곳이라고 믿어지기도 한다.
그 창건은 전설적인 케유마르스에 의한 것이었는데 그는 페르시아의 로물루스와 레무스라고 할 만하다.
그리고 적어도 초기에는 엑바타나, 니네베, 그리고 바빌론과 경쟁 도시였다.
아나히타의 고대 고대 유골함이 이곳에서 발굴된 오랜 전통이 있으며 사원은 매우 부유하여 약탈을 유발하였다.
오랫동안 도시와 나라는 조로아스터교의 중심이었으며 페르시아 시인 피르도우시에 따르면 그 창시자 조로아스터는 도시의 담안쪽에서 죽었다.
아르메니아 문헌은 파르티아의 아르사케스가 여기에 그의 수도를 세웠다. 약간의 학자들은 고대 이란의 수많은 전설적인 지배자 즉 카비(또는 페르시아어의 카얀) 왕조의 왕들이 발흐 주위에 중심한 역사적인 지역 왕이었다.
약간의 학자에 따르면 고대 인도 서사시 마하바라타의 발리카 왕조는 실제로 발흐와 동일하며 그것은 이 지역이 기원전 첫 천년에 걸쳐 북인도 베다 문명과 연결되어 있다는 것을 의미한다.
신장의 메므와에서 우리는 7세기에 그의 방문의 시기에 도시와 도시 주변에 수백의 불교도의 수도원과 300명의 종사자가 있었음을 배웠다. 그리고 많은 솔도파(스투파)와 다른 기념비가 있었다. 가장 유명한 것은 나바 비하라로 그것은 붓다의 매우 비싼 동상을 소유한다. 사원은 프라묵(바르막)이라 불리는 카슈미르 브라흐민에 의해 지도되었다.
아랍의 정복 직전에 사원으 조로아스터교의 불 사원이 되었다. 이 건물의 특이한 점은 서기 10세기의 아랍 여행자였던 아랍의 지리학자 이븐 하우칼의 기록에서 발견된다. 그는 발흐를 6개의 문을 지닌 반 파라상(Parasang) 둘래의 성벽을 지녔으며 점토로 건축되었다고 기술하였다. 그는 성과 모스크도 언급하였다.
그러나 7세기의 페르시아 제국의 이슬람 정복 시대에 발흐는 페르시아의 야즈데게르드 황제의 저항과 안전의 외부 기지를 제공하였는데 그는 움마의 군대로부터 달아났었다. 9세기에는 이슬람이 지역에 깊게 뿌리내렸다.
12세기에 이드리시는 그 다양한 교육을 자랑하며 활동적인 무역을 수행하였다. 도시에는 인도와 중국으로 가는 여러 가지 중요한 상업 통로가 있었다.
1220년에 징기스칸은 발흐를 약탈하였고 주민들을 살해하였다. 그리고 방어용으로 쓰일 수 있는 모든 건물을 무너뜨렸으며 도시는 다시 14세기에 티무르에 종속되었다. 이와는 상반되게 마르코 폴로는 성스러운 도시는 위대하다고 하였다.
16세기에는 우즈벡이 발흐로 들어왔다. 무굴 제국의 샤 자한은 이득없이 그들과 1640년대에 수년간 싸웠다. 발흐는 아우랑제브가 어릴 때 그의 주도를 형성하였다. 1736년 그곳은 나디르 샤에 의해 정복되었다. 두라니 왕국 치하에서 그것은 아프간의 손에 떨어졌다. 그것은 1820년 쿤드즈의 샤 무라드에 의해 정복되었다. 그리고 약간 동안은 부하라 왕국에 속하였다. 1850 도스트 모하마드 모하메드 아크람 칸은 발흐를 접수하고 그 때부터 발흐는 아프간의 지배를 받았다. 1866년에는 발흐는 인접한 마자르이샤리프에 행정 중심을 이관하였다.

## 같이 보기
- 닥샤
- 안득호이(安得胡伊)